# Vente de migrants noirs et esclavage en Libye en 2017
La vente de migrants noirs et l'esclavage en Libye est un phénomène remis en lumière en novembre 2017 par un reportage de CNN, dont l'authenticité a pu être vérifiée.
Les premières preuves photographiques ont été rapportées en 2016 par le photojournaliste Narciso Contreras dans le cadre du Prix Carmignac du photojournalisme ,,.
Le reporter français Mathieu Galtier installé à Tripoli a réalisé le reportage « De Sebha à Tripoli, des migrants marchandises » dans lequel il écrit que contrairement à ce que laissent supposer les réactions indignées de la communauté internationale, cette pratique n'était pas inconnue en Libye avant la diffusion du reportage de CNN le 14 novembre, montrant ce que la chaîne américaine désigne comme une « vente aux enchères d'esclaves » .

## Déroulements
Nima Elbagir — une journaliste d'origine soudanaise établie au Royaume-Uni, réputée pour des enquêtes difficiles, — s'est rendue en Libye près des lieux où sont regroupés les migrants venant d’Afrique au sud du Sahara. La journaliste a assisté à la vente d'une douzaine de migrants nigérians. Le Camerounais « John Dal Carter » résident en Tunisie déclare être l'auteur des images vidéo qui a poussé CNN à envoyer une équipe de journalistes en Libye.
C'est un marché qui se déroule deux fois par mois.
Les ventes se font à la criée. « Qui a besoin d’un mineur ? C’est un mineur, un grand homme fort, il va creuser », "La marchandise" est proposée aux acheteurs à 400, 500, 550 dinars.
Ce scandale s'ancre dans la problématique plus globale de la persistance d'un racisme anti-Noirs au Maghreb même si les autorités ont commencé à réagir dans les années 2010, en régularisant les migrants ou en luttant contre les discriminations.

## Récits de migrants
| Vidéo externe | |
|               | https://www.youtube.com/watch?v=aCssN1rsYfs Esclave en Libye: Témoignage d'une camerounaise en détresse (JMTV+) JMTVPLUS |

Un jeune homme explique qu’il a passé 4 mois en Libye dans des conditions très difficiles et inhumaines. 
« Enfermé dans une petite pièce avec 60 autres personnes avec des habits sales, sans pouvoir se laver. Le matin, on te réveille et on te fait travailler. Chantier, bâtiment, travaux dans les champs, ménage, tout… On te frappe tout le temps jusqu‘à ce que le sang coule.  Avec des bâtons, du fer… Tous, on a des cicatrices sur le corps. On te donne un bout de pain et un bout de fromage. On était des esclaves » , ajoute-t-il, «Soufflant régulièrement ou secouant la tête en évoquant ses souvenirs. C’est impossible de dormir. On fait des cauchemars,». 
Une Camerounaise rapatriée raconte :
« chez les monstres libyens ». « J’ai été torturée et violée, Je voulais aller en Italie mais je suis tombée dans le plus horrible des pièges. En Libye, on nous vendait comme des légumes, on nous violait comme des putes. »,
Un Camerounais ancien pompiste raconte lui avoir été kidnappé à trois reprises, et été 
« torturé, frappé avec des barres de fer et sodomisé »

## Réactions

### Réaction de personnes publiques
Alpha Blondy (musicien ivoirien) : dans un message vidéo diffusé sur son compte Facebook, l'artiste dénonce le silence des autorités africaines et demande d'assiéger des ambassades libyennes.
Claudy Siar (animateur radio à RFI, chanteur français et descendant d'esclave) : dans un message vidéo diffusé sur son compte Facebook , l'artiste exprime sa révolte contre les autorités africaines et celles des pays d'origines de ces migrants, à la suite du récit de Valentin, un migrant camerounais, il décide de lancer avec Kemi Seba, un autre panafricaniste, le « collectif contre l’esclavage et les camps de concentration en Libye ».
D'autres célébrités telles le Congolais Koffi Olomidé, le leader du groupe Magic System Asalfo et le footballeur burkinabé Aristide Bancé se sont exprimés pour condamner l'esclavage en Libye. 

### Réactions des hommes politiques
Issoufou Mahamadou (président du Niger) déclare le 16 novembre 2017 sur twitter : La vente aux enchères de migrants comme esclaves en Libye m’indigne profondément. J’en appelle aux autorités libyennes et aux organisations internationales, afin que tout soit mis en œuvre pour que cesse cette pratique d’un autre âge, que nous croyions à jamais révolue. Il a en outre demandé à Alassane Ouattara d'inscrire le sujet à l'ordre du jour du sommet de l'UA.
Alpha Condé a réagi et condamné l'esclavage en Libye.
Alassane Outtara condamne le 25 novembre 2017 lors d'un interview l'esclavage, exprime son dégoût et réclame que les auteurs soient traduits à la CPI.
Antonio Guterres secrétaire général de l'ONU se dit horrifié par des images vidéo montrant des migrants africains vendus comme esclaves. Il a déclaré lundi 20 novembre au siège de l'ONU être dégoûté par ces actes odieux et invité à traduire les auteurs en justice les auteurs. J'ai demandé aux acteurs pertinents des Nations unies de suivre activement cette question», en dénonçant ces violations flagrantes des droits de l'homme qui «peuvent constituer des crimes contre l'humanité».
Jean-Yves Le Drian, ministre français des affaires étrangères, déclare le 22 novembre 2017 devant l’Assemblée nationale et en réponse à Jean-Philippe Nilor (député de Martinique, Gauche démocrate et républicaine) : « La France a décidé ce matin de demander la réunion expresse du Conseil de sécurité des Nations unies pour aborder cette question. Elle le fait comme membre permanent du Conseil de sécurité, elle a la capacité de le faire et nous le faisons ».

## Suites
Les autorités des pays suivants ont entamé des actions diplomatiques
- Libye : Au départ, niant l'existence de preuve de vente d'esclaves, les autorités libyennes ont déclaré vouloir faire une enquête après la diffusion du reportage de CNN[3]
- RDC : Rappel de son ambassadeur en Libye pour consultation
- Guinée : Rappel de son ambassadeur en Libye pour consultation
- France : le 22 novembre 2017, au terme d'une réunion avec Alpha Condé, président de l'UA, Emmanuel Macron qualifie de crimes contre l'humanité[27],[26] et annonce la demande d'une réunion du conseil de sécurité de l'ONU[28].
- Niger : L'ambassadeur de Libye au Niger a été convoqué par les autorités du Niger[29].

Les gouvernements suivants ont réalisé des évacuations de leurs ressortissants
- Côte d'Ivoire : le gouvernement décide le rapatriement de 595 Ivoiriens[30]. La première vague ramène par avion 155 Ivoiriens[31] en détention à Zouara le lundi 20 novembre 2017[32],[14].
- Cameroun : sur les 1700 Camerounais migrants en Libye, 850 seraient volontaires pour un rapatriement et le rapatriement de 255 Camerounais par avion spécial affrété par l'OIM[15] parmi eux 9 femmes enceintes et des enfants de moins de 3 ans[33] a eu lieu le 21 novembre 2017[34]. Un avion camerounais les ramène depuis leur escale à Niamey[34].
- Rwanda : Répondant à l'appel du président Moussa Faki de la commission de l’Union Africaine (UA), la ministre rwandaise des Affaires étrangères Louise Mushikiwabo propose d’accueillir environ 30 000 migrants et déclare "En effet, la philosophie politique du Rwanda et l'expérience de long exil par beaucoup de Rwandais nous rendent sensibles à la condition de réfugié, de migrant, d'apatride...Aux "Africains à vendre" en Libye: le Rwanda est un petit territoire, mais nous trouverons de l'espace![35],[36].

Le président du Niger a demandé que l'UA mettre le sujet à l'ordre du jour du prochain sommet de Somment UA - UE d'Abidjan du 29 novembre 2017
Le secrétaire de l'ONU a proposé de mettre ce sujet à l'ordre du jour.

## Manifestations et appels à manifestations
Cameroun : Le 20 novembre 2017 se déroule devant l'ambassade de Libye au Cameroun une manifestation.